# Tôtes
Tôtes település Franciaországban, Seine-Maritime megyében. Lakosainak száma 1555 fő (2022. január 1.). Tôtes Biville-la-Baignarde, Calleville-les-Deux-Églises, Saint-Denis-sur-Scie, Saint-Maclou-de-Folleville, Saint-Vaast-du-Val, Varneville-Bretteville és Vassonville községekkel határos.

## Népesség
A település népessége az elmúlt években az alábbi módon változott:
| Lakosok száma | 1508 | 1588 | 1599 | 1559 | 1549 | 1576 | 1576 | 1575 | 1555 |
|               | 2013 | 2015 | 2016 | 2017 | 2018 | 2019 | 2020 | 2021 | 2022 |